# すいとぴあ江南
すいとぴあ江南（すいとぴあこうなん）は、愛知県江南市にある、高さ57メートルの展望タワーを中心とした複合施設である。江南市が市制40周年を記念し、北部地域の拠点として建設した。
施設としては、江南市勤労会館と展望タワー、広場などがある。

## 概要（展望タワー）
- 構造：6階建
- 高さ：57メートル（展望室は高さ約47.25メートル）[4]
- 竣工：1994年（平成6年）9月30日[4]
- 22時（宿泊者は23時）まで展望塔を利用することが可能[4]

## 施設案内
- 江南市勤労会館
  - 3階建の施設。大広間、大ホール、研修施設、レストランがある。また、宿泊施設を完備する。
- 展望タワー
  - 1,2,3階は市民ギャラリー。5階は大浴場、6階は展望室となっている。
- 広場
  - 桜、花、芝生広場がある。貸し自転車があるが、二人で漕ぐ自転車など、10種類以上の変形自転車を楽しめる。
- テニスコート

## その他
木曽川沿いにあるが、国営木曽三川公園の施設ではない。広義での木曽三川三派川地区には含まれており、連動してのイベントもある。
展望タワーの高さ57メートルは木曽川の対岸にある航空自衛隊岐阜基地の誘導灯より低く建造する為であり、江南市の語呂合わせ（こ→5、なん→7）ではないとされる。

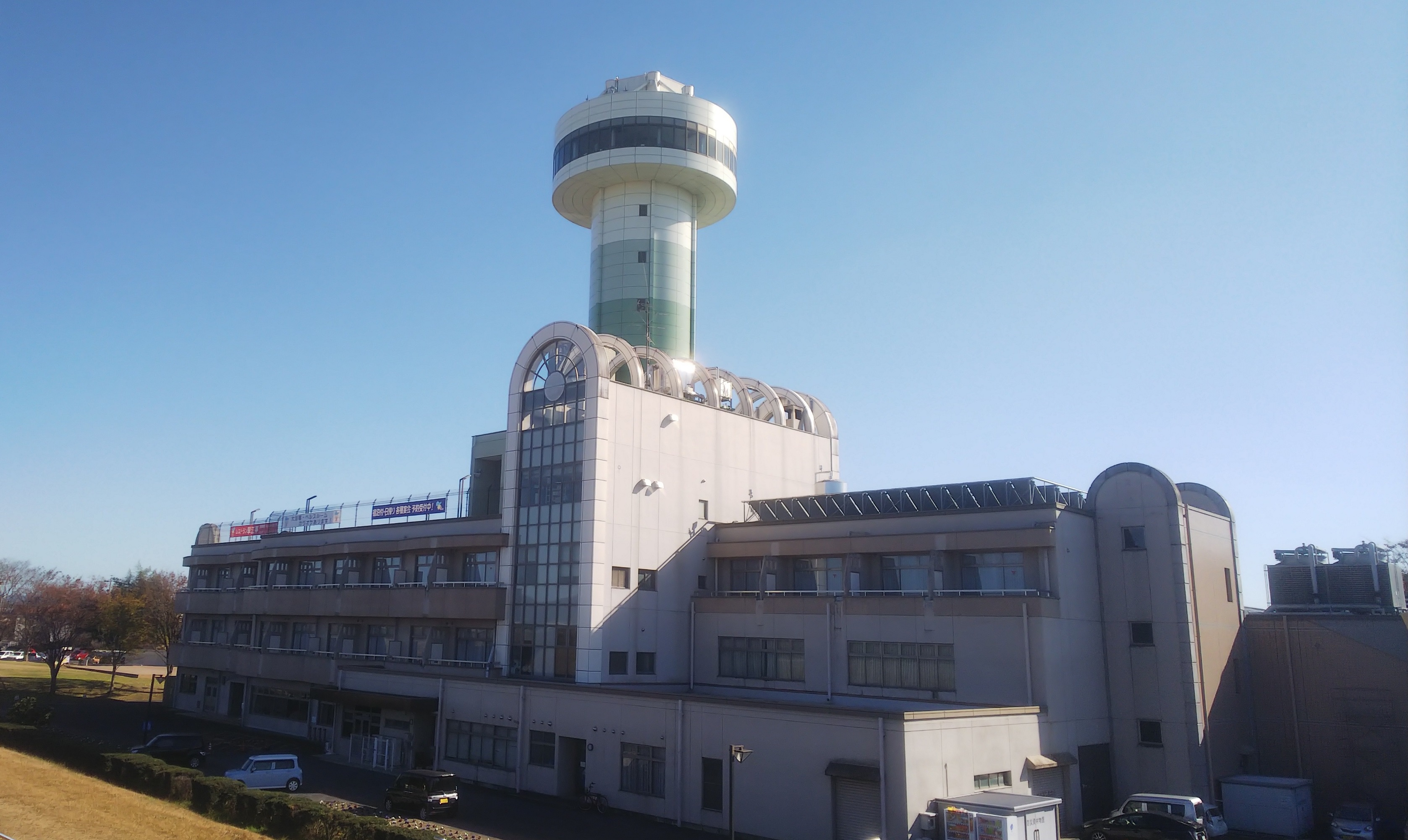
北側から見る

## 所在地

### 住所
- 愛知県江南市草井町西200番地

### 交通アクセス
- 国道22号（名岐バイパス）「黒田西石原」交差点より東進（御囲堤ロード）、約10キロメートル。

### 公共交通機関
- 名鉄犬山線 江南駅または布袋駅より名鉄バスすいとぴあ江南行きに乗り換え、終点下車、徒歩ですぐ。
- 江南市のいこまいCAR（名鉄グループのタクシー（名鉄西部交通）に委託して運行しているコミュニティタクシー）でもアクセス可能。

## 周辺
- 御囲堤
- 木曽川扶桑緑地公園
- ツインアーチ138
- 河川環境楽園
- 犬山城